# Distrito de Sheema
El Distrito de Sheema es uno de los ciento once distritos administrativos que dan origen a la actual organización territorial de la República de Uganda. Su ciudad capital es la ciudad de Kibingo.

## Localización
El Distrito de Sheema limita con el Distrito de Buhweju al norte, con el Distrito de Mbarara al este, también con el Distrito de Ntungamo al sur, por el sudoeste con el Distrito de Mitooma y al oeste con el Distrito de Bushenyi

## Población
El distrito de Sheema cuenta con una población total de 180.234 habitantes según las cifras suministradas por el censo poblacional llevado a cabo durante el año 2002 en Uganda.